# Mike Hammond
Michael „Mike“ Hammond (* 21. Februar 1990 in Brighton, England; † 19. Juli 2023 nahe Shawnigan Lake, British Columbia, Kanada) war ein britisch-kanadischer Eishockeyspieler. Er stand zuletzt bei den Nottingham Panthers in der Elite Ice Hockey League unter Vertrag.

## Leben und Karriere
Mike Hammond, der im südenglischen Seebad Brighton geboren wurde, begann mit dem Eishockey im Westen Kanadas. Dort spielte er zunächst für verschiedene unterklassige Juniorenmannschaften in Victoria, der Hauptstadt British Columbias, wurde jedoch auch einmal vom WHL-Club Kelowna Rockets eingesetzt. 2007 gewann er mit den Victoria Cougars die Vancouver Island Junior Hockey League, wozu er als Topscorer der Liga maßgeblich beitrug. 2010 wurde er als sportlichster Spieler der Coastal Conference der British Columbia Hockey League gekürt. Ein Jahr später wurde er in das First All-Star-Team der Interior Conference gewählt und war Topscorer der gesamten BCHL. Anschließend nahm er ein Studium an der Lakehead University auf und spielte die folgenden vier Jahre für deren Studententeam Lakehead Thunderwolves in der West-Division der Ontario University Athletics, einem Teilverband des kanadischen Hochschulsportverbandes U Sports. Dabei wurde er 2012 in das All-Rookie-Team und 2015, als er auch zum sportlichsten Spieler ernannt wurde, in das First All-Star-Team der West-Division gewählt. Nach dem Studienabschluss spielte er noch ein Jahr in der ECHL, wo er bei den Cincinnati Cyclones und dem Brampton Beast zum Einsatz kam.
2016 kehrte Hammond in das Vereinigte Königreich zurück und schloss sich zunächst dem schottischen Braehead Clan aus der Elite Ice Hockey League an. Nach einem Jahr wechselte er zum Ligarivalen Manchester Storm, für den er bis 2019 spielte. 2018 wurde er als Topscorer der Liga auch in das EIHL All-Star First Team gewählt. Im Folgejahr gab er die meisten Torvorlagen der Liga.
Im Juli 2019 verließ Hammond sein Heimatland und unterschrieb einen Vertrag bei den Lausitzer Füchsen aus der DEL2, wo er auf den britischen Nationaltrainer Corey Neilson traf. Nach nur einer Spielzeit verließ er das Team aus Weißwasser wieder und wechselte nach Dänemark, wo er zunächst für die Odense Bulldogs und dann für die Frederikshavn White Hawks auf dem Eis stand. Im März 2021 kehrte er nach England zurück und beendete die Spielzeit bei Coventry Blaze. Er wurde dabei als bester britischer Scorer und Vorlagengeber ausgezeichnet und in das All-Star-Team der EIHL gewählt. Anschließend wechselte er zu den Hannover Scorpions in die drittklassige Oberliga Nord, kehrte aber nach nur einem Jahr auf die britische Insel zurück, wo er für die Nottingham Panthers spielte.

### International
Mit der britischen Nationalmannschaft nahm Hammond erstmals an der Weltmeisterschaft 2018 teil, als den Briten erstmals seit dem Abstieg bei den Welttitelkämpfen 1994 wieder die Rückkehr in die Top-Division gelang. Bei der Weltmeisterschaft 2019 erzielte Hammond vier Tore in sieben Partien und war damit der erfolgreichste Torschütze und Top-Scorer des britischen Teams, das überraschend den Klassenerhalt schaffte. Auch bei der Weltmeisterschaft 2021 spielte er in der Top-Division. Nach dem Abstieg 2022, an dem er nicht beteiligt war, spielte er 2023 wieder in der Division I und erreichte den direkten Wiederaufstieg.
Zudem vertrat er Großbritannien bei der Olympiaqualifikation für die Winterspiele 2022 in Peking, bei der die Briten trotz Heimvorteils in Nottingham nach Siegen über Rumänien (4:3) und Estland (7:1) durch eine 1:4-Niederlage im entscheidenden Spiel gegen Ungarn ausschieden.

### Tod
Mike Hammond kam am Abend des 19. Juli 2023 bei einem Verkehrsunfall nahe der kanadischen Kleinstadt Shawnigan Lake in British Columbia ums Leben.

## Erfolge und Auszeichnungen
- 2007: Gewinn der Vancouver Island Junior Hockey League mit den Vancouver Cougars
- 2007: Topscorer der Vancouver Island Junior Hockey League
- 2010: Sportlichster Spieler der Coastal Conference der British Columbia Hockey League
- 2011: First All-Star-Team der Interior Conference der British Columbia Hockey League
- 2011: Topscorer der British Columbia Hockey League
- 2012: All-Rookie-Team der West-Division der Ontario University Athletics
- 2015: First All-Star-Team und sportlichster Spieler der West-Division der Ontario University Athletics
- 2018: All-Star First Team und Topscorer der Elite Ice Hockey League
- 2018: Aufstieg in die Top-Division bei der Weltmeisterschaft der Division I, Gruppe A
- 2019: Meiste Torvorbereitungen der Elite Ice Hockey League
- 2021: All-Star-Team, bester britischer Torvorbereiter und Scorer der Elite Ice Hockey League
- 2023: Aufstieg in die Top-Division bei der Weltmeisterschaft der Division I, Gruppe A

## Statistik
(Stand: Ende der Saison 2022/23)